# Guidetto (vescovo)
Guidetto o Guidotto o più semplicemente Guido (Asti, ... – 1218) è stato un vescovo cattolico italiano.
È stato vescovo di Asti tra il 1210 ed il 1218.

## Biografia
Nel 1210 un documento conferma la presenza di Guidetto come vescovo di Asti.
Il vescovo era in ottimi rapporti con l'imperatore  Ottone IV; a conferma di ciò sono moltissime le donazioni (ben 29) fatte dall'imperatore alla diocesi astigiana e raccolte nel Libro verde della Chiesa di Asti.
Tra i vari documenti, uno dei più importanti è quello datato 7 agosto 1210, con cui il vescovo ricevendo il castello ed i possedimenti di Boves da parte del marchese Manfredi I di Busca detto Lancia, rimette al marchese i possedimenti, investendolo del feudo e dei possedimenti in Bene.
Guidotto, nel 1212, effettò la prima ricognizione alle reliquie del patrono san Secondo.
Secondo l'Ughelli, il 26 marzo 1212, si sparse in città la voce che le reliquie del patrono san Secondo fossero state trafugate e trasportate a Venezia. La mattina dopo, il vescovo Guidetto accompagnato dai canonici della Collegiata e dal podestà Ugo del Carretto aprirono il sacello trovando le reliquie al loro posto.
Nel 1215, Guidetto promosse ed iniziò la costruzione del monastero di Santo Spirito.